# ГЕС-ГАЕС Гранд-Мезон
ГЕС-ГАЕС Гранд-Мезон (d'Eau-d'Olle) (фр. Barrage de Grand'Maison) — гідроелектростанція на південному сході Франції.
Обидва резервуари цієї гідроакумулюючої станції спорудили на Eau-d'Olle (права притока річки Romanche, яка через Драк, Ізер та Рону належить до басейну Ліонської затоки Середземного моря), що дренує центральну частину Альп Дофіне. Верхнє водосховище площею поверхні 2,2 км2 та об'ємом 137 млн м3 утримує кам'яно-накидна гребля Grand'Maison заввишки 140 метрів, завдовжки 550 метрів та завтовшки від 10 до 520 метрів, на спорудження якої пішло 12,4 млн м3 матеріалу. Нижній резервуар об'ємом 15,4 млн м3 створений земляною греблею Verney заввишки 44 метри, завдовжки 430 метрів та завтовшки від 10 до 195 метрів, яка потребувала 1,55 млн м3 матеріалу.
Від верхнього резервуара до машинного залу веде дериваційний тунель завдовжки 7,1 км, який переходить у три похилі напірні галереї довжиною по 1,45 км. Така схема створює напір до 906,5 метра.
Машинний зал станції складається з двох частин. У наземній розміщено чотири турбіни типу Пелтон потужністю по 150 МВт. Під нею розташоване підземне приміщення з вісьмома оборотними турбінами типу Френсіс потужністю по 150 МВт (як у турбінному, так і в насосному режимах). У сукупності це забезпечує виробництво до 3,8 млрд кВт-год електроенергії на рік.
Зв'язок з енергосистемою відбувається по ЛЕП, що працює під напругою 400 кВ.